# 10111 Fresnel
10111 Fresnel este o planetă minoră (asteroid), cu un diametru de 9,859 km, din centura de asteroizi. A fost descoperită pe 25 iulie 1992 la observatoire de la Côte d'Azur⁠(d) de Eric Walter Elst și a fost numită după Augustin Jean Fresnel. 
Obiectul prezintă o orbită caracterizată de o semiaxă mare de 2,5542432 UAi, o excentricitate de 0,01, o înclinație de 14,83976 ° în raport cu ecliptica.